# Vereinigte Staaten vs. Google Inc. (2012)
Der Rechtsstreit zwischen der Federal Trade Commission (FTC) und Google Inc. bezieht sich auf die Verletzung von Datenschutzbestimmungen durch das Internetunternehmen.

## Verfahren
In diesem Fall befand die FTC, dass Google für die Falschdarstellung von "Datenschutzgarantien für Nutzer des Safari-Internetbrowsers von Apple" haftbar ist, nachdem die FTC zu dem Schluss gekommen war, dass Google durch die Platzierung von Cookies für die Werbeverfolgung im Safari-Webbrowser und die Schaltung gezielter Werbung gegen die 2011 in der Rechtssache FTC gegen Google Inc. (aus dem Jahr 2010/2011 im Zusammenhang mit Google Buzz) erlassene Verwaltungsanordnung der FTC verstoßen hat.

### Urteil
Die FTC und Google Inc. einigten sich auf den Erlass einer Vereinbarung zur Beilegung des Rechtsstreits. Ein zivilrechtliches Bußgeldurteil in Höhe von 22,5 Millionen Dollar wurde vom US-Bezirksgericht für den nördlichen Bezirk von Kalifornien genehmigt und eine Anordnung für eine dauerhafte Unterlassungsverfügung ausgesprochen.

## Weitere Verfahren
Siehe auch Vereinigte Staaten gegen Google.